# Brit Virgin-szigeteki labdarúgó-bajnokság (első osztály)
A British Virgin Islands Championship a Brit Virgin-szigeteki labdarúgó bajnokságok legfelsőbb osztályának elnevezése. 1969-ben alapították és 9 csapat részvételével zajlik. A bajnok a bajnokok Ligájában indulhat.

## A 2011–2012-es bajnokság résztvevői
- Haitian Stars FC
- HBA Panthers (Tortola)
- Islanders FC (Tortola)
- Old Madrid
- One Love United
- St Lucian Stars
- Sugar Boys
- Virgin Gorda Ballstars
- Virgin Gorda United
- Wolues FC (Tortola)

## Az eddigi bajnokok
| - 1970: The Bronze - 1971-78: ismeretlen - 1979: SKB Budweiser - 1980: Queen City Strikers - 1981: SKB Budweiser - 1982: International Motors - 1983: International Motors - 1984: SKB Budweiser - 1985: SKB Budweiser - 1986: SKB Budweiser - 1987: SKB Budweiser | - 1988: League abandoned - 1989: Popeye Bombers - 1990: Jolly Rogers Strikers - 1991: Hiaroun - 1992: Hiaroun - 1993: Interfada - 1994: Interfada - 1995: Interfada - 1996: Black Lions - 1997: Interfada - 1998: BDO Stingers | - 1999: HBA Panthers - 2000: HBA Panthers - 2001: Veterans - 2002: Future Stars - 2003: Old Madrid - 2004: Valencia FC - 2005: a bajnokság nem fejeződött be - 2006-09: nem volt bajnokság - 2009-10: Islanders FC - 2010-11: Islanders FC - 2011-12: Islanders FC |

## Külső hivatkozások
- Adatok, információg a FIFA honlapján Archiválva 2013. február 16-i dátummal a Wayback Machine-ben